# Saint-Melaine-sur-Aubance
Saint-Melaine-sur-Aubance és un municipi francès situat al departament de Maine i Loira i a la regió de País del Loira. L'any 2007 tenia 2.112 habitants.

## Demografia

### Població
El 2007 la població de fet de Saint-Melaine-sur-Aubance era de 2.112 persones. Hi havia 742 famílies de les quals 103 eren unipersonals (40 homes vivint sols i 63 dones vivint soles), 254 parelles sense fills, 345 parelles amb fills i 40 famílies monoparentals amb fills.
La població ha evolucionat segons el següent gràfic:
Habitants censats

### Habitatges
El 2007 hi havia 779 habitatges, 751 eren l'habitatge principal de la família, 12 eren segones residències i 16 estaven desocupats. 738 eren cases i 39 eren apartaments. Dels 751 habitatges principals, 613 estaven ocupats pels seus propietaris, 133 estaven llogats i ocupats pels llogaters i 5 estaven cedits a títol gratuït; 4 tenien una cambra, 16 en tenien dues, 63 en tenien tres, 122 en tenien quatre i 546 en tenien cinc o més. 689 habitatges disposaven pel capbaix d'una plaça de pàrquing. A 229 habitatges hi havia un automòbil i a 496 n'hi havia dos o més.

### Piràmide de població
La piràmide de població per edats i sexe el 2009 era:
| Homes | Edats   | Dones |
| ----- | ------- | ----- |
| 0     | 95 o +  | 0     |
| 0     | 90 a 94 | 4     |
| 0     | 85 a 89 | 8     |
| 4     | 80 a 84 | 4     |
| 16    | 75 a 79 | 20    |
| 12    | 70 a 74 | 24    |
| 32    | 65 a 69 | 24    |
| 52    | 60 a 64 | 40    |
| 16    | 55 a 59 | 28    |
| 92    | 50 a 54 | 92    |
| 88    | 45 a 49 | 96    |
| 108   | 40 a 44 | 100   |
| 92    | 35 a 39 | 88    |
| 48    | 30 a 34 | 72    |
| 28    | 25 a 29 | 24    |
| 76    | 20 a 24 | 48    |
| 88    | 15 a 19 | 80    |
| 116   | 10 a 14 | 60    |
| 96    | 5 a 9   | 84    |
| 32    | 0 a 4   | 52    |

## Economia
El 2007 la població en edat de treballar era de 1.433 persones, 1.085 eren actives i 348 eren inactives. De les 1.085 persones actives 1.033 estaven ocupades (554 homes i 479 dones) i 53 estaven aturades (21 homes i 32 dones). De les 348 persones inactives 132 estaven jubilades, 146 estaven estudiant i 70 estaven classificades com a «altres inactius».

### Ingressos
El 2009 a Saint-Melaine-sur-Aubance hi havia 750 unitats fiscals que integraven 2.128 persones, la mediana anual d'ingressos fiscals per persona era de 22.418 €.

### Activitats econòmiques
Dels 77 establiments que hi havia el 2007, 3 eren d'empreses de fabricació d'altres productes industrials, 15 d'empreses de construcció, 18 d'empreses de comerç i reparació d'automòbils, 4 d'empreses de transport, 4 d'empreses d'hostatgeria i restauració, 1 d'una empresa d'informació i comunicació, 6 d'empreses financeres, 1 d'una empresa immobiliària, 8 d'empreses de serveis, 12 d'entitats de l'administració pública i 5 d'empreses classificades com a «altres activitats de serveis».
Dels 19 establiments de servei als particulars que hi havia el 2009, 1 era un taller de reparació d'automòbils i de material agrícola, 3 paletes, 1 guixaire pintor, 3 fusteries, 5 lampisteries, 1 electricista, 1 perruqueria, 3 restaurants i 1 saló de bellesa.
Dels 3 establiments comercials que hi havia el 2009, 1 era una llibreria, 1 una botiga d'electrodomèstics i 1 una floristeria.
L'any 2000 a Saint-Melaine-sur-Aubance hi havia 10 explotacions agrícoles que ocupaven un total de 259 hectàrees.

## Equipaments sanitaris i escolars
El 2009 hi havia una escola elemental.

## Poblacions més properes
El següent diagrama mostra les poblacions més properes.